# ويليام روبرتسون
ويليام روبرتسون (بالإنجليزية: William Robertson)‏ (20 أبريل 1907 في المملكة المتحدة - 1 يناير 1980) هو لاعب كرة قدم بريطاني (وحمل سابقاً جنسية المملكة المتحدة لبريطانيا العظمى وأيرلندا) في مركز نصف الجناح. لعب مع ستوك سيتي ومانشستر يونايتد ونادي ريدنغ ونادي لانارك الثالث ونادي آير يونايتد.

## وصلات خارجية
- ويليام روبرتسون على موقع قاعدة بيانات كرة القدم.إي يو (الإنجليزية)